# Belfort-du-Quercy
Belfort-du-Quercy é uma comuna francesa na região administrativa de Occitânia, no departamento de Lot. Estende-se por uma área de 36,19 km². Em 2010 a comuna tinha 523 habitantes (densidade: 14,5 hab./km²).